# 中村奏絵
中村 奏絵（なかむら かなえ、1990年1月6日 - ）は、長野県出身の元レースクイーン、元女性モデル、元タレントである。愛称は、かにー。

## 略歴
- 2014年、SUPER GT500クラス・46号車「 S Road MOLA」S Road GIRLとしてRQデビュー。同年、D1グランプリ・「アップガレージ・ドリフトエンジェルス」の“いもドリ”としても活動する[1]。
- 2015年、2016年、SUPER GT500クラス・36、37号車「LEXUS TEAM TOM'S」にゃんこ大戦争ガールズを2年連続で務める。
- 2016年（4月 -）、マネースクエア（M2J）のweb番組「M2Jマーケットスクウェア」ナビゲーター（月、水、金）として出演。

## 人物
- 猫好きである。
- 趣味は食べること、ショッピング。
- 特技は卓球（中学生時代は卓球部に所属）。
- へそピアスを開けている。
- 「LEXUS Team TOM'S」の能勢ひとみとは特に仲が良く、能勢からは「おかにたん」と呼ばれている[2]。

## 出演

### テレビ番組
- パチFUN!（千葉テレビ・テレビ神奈川他）

### WEB放送
- 株式会社マネースクエア『M2TV 』（2016年4月 - ）

### WEBCM
- 株式会社エリザベス「エバードール」

### イベント
- 東京モーターショー「フォルクスワーゲンブース」（2013年11月）[3]
- スタイリングコレクション モデル（2014年）
- ニコニコ超会議
  - 「DMM.comブース」（2014年4月） - 共演：千葉悠凪、夏目梓[4]
  - 「SANYOブース」（2016年4月）

#### 東京オートサロン出演歴
| 年     | 出演ブース     | 備考                         |
| ------ | -------------- | ---------------------------- |
| 2014年 | YOKOMO         | 共演：月野真麻               |
| 2015年 | アップガレージ | いもドリとして出演           |
| 2016年 | KENDAタイヤ    | 共演：林紗久羅、藤井みのり   |
| 2017年 | TOM'S          | にゃんこ大戦争ガールズとして |